# Élections régionales de 2023 en Basse-Autriche
Les élections régionales de 2023 en Basse-Autriche (en allemand : Landtagswahl in Niederösterreich 2023) se tiennent le 29 janvier 2023 dans le Land autrichien de Basse-Autriche. 
Le scrutin est une lourde défaite pour l'ÖVP qui perd sa majorité absolue au Landtag et réalise son pire résultat en Basse-Autriche dans l'après-guerre, avec 40 % des voix. Ce résultat historique est en partie dû au scandale de corruption ayant touché l'ancien chancelier Sebastian Kurz. Les sociaux-démocrates, traditionnellement la deuxième force politique, réalisent également leur pire résultat et chutent ainsi à la troisième place. 
Le FPÖ réalise quant à lui une percée avec 24 % des voix et devient la deuxième force politique, remportant trois ministères. 
Enfin, les Grünen et NEOS ferment la marche avec respectivement 8 et 7 % des suffrages exprimés.
Une coalition entre l'ÖVP et le FPÖ est annoncée par la suite et Johanna Mikl-Leitner est réélue gouverneur avec l'abstention du FPÖ le 23 mars.

## Contexte
Les élections de janvier 2018 voient la victoire du Parti populaire autrichien (ÖVP). En tête malgré un léger recul, il réunit seul près de la moitié des suffrages exprimés et une majorité absolue de 29 sièges sur 56. Johanna Mikl-Leitner est par conséquent reconduite au poste de gouverneur.
Les élections se déroulent environ 3 ans après le début de la pandémie de Covid-19 et un an après le début de l'invasion de l'Ukraine par la Russie. 

### Difficultés de l'ÖVP
Les conservateurs, qui dominent la scène politique depuis plus de 20 ans dans la région, pourraient pour la première fois depuis plusieurs décennies passer sous la barre des 40% et perdre ainsi leur hégémonie en Basse-Autriche. 
L'ÖVP subit les effets du scandale de corruption d'octobre 2021 où le chancellier Kurz et son entourage furent accusés de détournement de fonds ainsi que de corruption de journalistes et d'instituts de sondages. De plus, le gouvernement doit s'occuper d'une inflation record et d'un contexte économique international morose. 
Les sondages indiquent que la baisse de l'ÖVP ne bénéficierait pas aux sociaux-démocrates mais plutôt aux nationalistes du FPÖ, qui ont le vent en poupe. Ceux-ci ont pris des positions antisystème concernant la pandémie de Covid-19 et l'invasion de l'Ukraine par la Russie, le FPÖ étant le seul parti parlementaire à s'opposer à la vaccination obligatoire ou la livraison d'armes à l'Ukraine,.

## Système électoral
Le Landtag est composé de 56 sièges pourvus pour cinq ans au scrutin proportionnel plurinominal avec listes bloquées. Le seuil minimum de voix exigé d'un parti pour obtenir un siège est fixé à 4 % des suffrages exprimés.
La Basse-Autriche a pour particularité d'appliquer un système appelé Proporz dans lequel les ministres du gouvernement sont eux aussi répartis à la proportionnelle en fonction de la part des suffrages de chaque parti, le gouvernement prenant ainsi toujours la forme d'une coalition.

## Sondages
| Institut          | Date       | ÖVP   | SPÖ    | FPÖ    | Grünen | NEOS  | Autres |
| ----------------- | ---------- | ----- | ------ | ------ | ------ | ----- | ------ |
| Institut          | Date       |       |        |        |        |       |        |
| Résultats         | 29/01/2023 | 40 %  | 21 %   | 24 %   | 8 %    | 7 %   | 1 %    |
| OGM               | 19/01/2023 | 37    | 23     | 26     | 6      | 7     | 1      |
| Market            | 17/01/2023 | 39    | 23     | 24     | 6      | 7     | 1      |
| Market-Lazarsfeld | 12/01/2023 | 38    | 23     | 25     | 6      | 7     | 1      |
| Unique Research   | 12/01/2023 | 40    | 22     | 25     | 6      | 6     | 1      |
| AKONSULT          | 10/01/2023 | 42    | 19     | 23     | 6      | 6     | 4      |
|                   |            |       |        |        |        |       |        |
| Élections         | 28/01/2018 | 49,6% | 23,9 % | 14,8 % | 6,4 %  | 5,1 % | 0,2 %  |

## Résultats

### Au niveau régional
|                        |                                                        |           |       |      |        |               |           |               |  |
| Parti                  | Parti                                                  | Voix      | %     | +/-  | Sièges | +/-           | Ministres | +/-           |  |
|                        | Parti populaire autrichien (ÖVP)                       | 359 338   | 39,93 | 9,70 | 23     | 6             | 4         | 2             |  |
|                        | Parti de la liberté d'Autriche (FPÖ)                   | 217 639   | 24,19 | 9,43 | 14     | 6             | 3         | 2             |  |
|                        | Parti social-démocrate d'Autriche (SPÖ)                | 185 861   | 20,65 | 3,27 | 12     | 1             | 2         | en stagnation |  |
|                        | Les Verts - L'Alternative verte (Grünen)               | 68 276    | 7,59  | 1,16 | 4      | 1             | 0         | en stagnation |  |
|                        | NEOS - La nouvelle Autriche et le Forum libéral (NEOS) | 60 024    | 6,67  | 1,52 | 3      | en stagnation | 0         | en stagnation |  |
|                        | Humains - Liberté - Droits fondamentaux (MFG)          | 4 369     | 0,49  | Nv.  | 0      | en stagnation | 0         | en stagnation |  |
|                        | Parti communiste d'Autriche (KPÖ)                      | 3 437     | 0,38  | Abs. | 0      | en stagnation | 0         | en stagnation |  |
|                        | Ton objectif (ZIEL)                                    | 893       | 0,10  | Nv.  | 0      | en stagnation | 0         | en stagnation |  |
|                        |                                                        |           |       |      |        |               |           |               |  |
| Votes valides          | Votes valides                                          | 899 837   | 97,57 |      |        |               |           |               |  |
| Votes blancs et nuls   | Votes blancs et nuls                                   | 22 416    | 2,43  |      |        |               |           |               |  |
| Total                  | Total                                                  | 922 253   | 100   | –    | 56     | en stagnation | 9         | en stagnation |  |
| Abstentions            | Abstentions                                            | 366 585   | 28,44 |      |        |               |           |               |  |
| Inscrits/Participation | Inscrits/Participation                                 | 1 288 838 | 71,56 |      |        |               |           |               |  |

## Conséquences
Une coalition entre l'ÖVP et le FPÖ est rapidement annoncée. Johanna Mikl-Leitner est réélue gouverneur avec l'abstention du FPÖ le 23 mars.
Le pacte de coalition couvre divers sujets tels que le coronavirus, l'éducation, la famille, l'intégration, le bien-être social, le tourisme et l'environnement. Le gouvernement prévoit de rembourser les amendes infligées aux non-vaccinés pendant la pandémie de coronavirus et invite les personnes non-vaccinées qui n'ont pas été embauchés en raison de l'obligation vaccinale à postuler à nouveau à la région. En matière d'éducation, la coalition vise à promouvoir l'utilisation de la langue allemande pendant les pauses et dans les cours d'école. Le programme met également l'accent sur l'expansion des programmes de garde d'enfants et propose un soutien financier aux familles qui choisissent de s'occuper de leurs enfants à la maison. Le gouvernement prévoit d'augmenter l'utilisation de sources d'énergie renouvelable pour assurer l'indépendance énergétique de l'Autriche et de limiter l'utilisation des sols. La coalition promet également des mesures pour lutter contre l'inflation et offrir un soutien financier à ceux qui ont besoin d'aide pour payer leurs factures d'électricité. Enfin, le programme comprend une initiative touristique offrant des incitations aux restaurants et aux cafés pour servir une cuisine autrichienne traditionnelle